# Anticoma minor
Anticoma minor är en rundmaskart som beskrevs av Nikolai Nikolaievich Filipjev 1927. Anticoma minor ingår i släktet Anticoma och familjen Anticomidae. Inga underarter finns listade i Catalogue of Life.